# Rechtsfilosofie

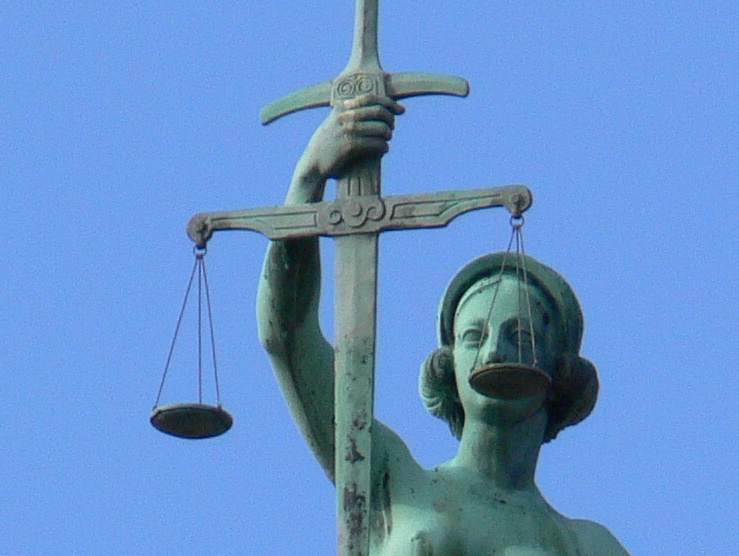
Rechtsfilosofen vragen zich af "wat is recht?" en "wat zou het moeten zijn?".

Rechtsfilosofie is een onderdeel van de filosofie dat betrekking heeft op het recht. Voorbeelden van dergelijke vragen zijn "Wanneer moet men aan recht gehoorzamen?", "waarom zijn wij aan recht gebonden?" of "wat is de aard van het recht?". Het maakt onderdeel uit van de rechtsgeleerdheid.
Recht heeft in de rechtsfilosofische zin een tweevoudige betekenis:
- Het bestaande rechtsstelsel (rechtspositivisme)
- Het morele begrip van rechtvaardigheid (natuurwetsleer)

Dit tweevoudige begrip heeft rechtstreeks betrekking op de twee hoofdstromen die binnen de rechtsfilosofie worden onderscheiden, het natuurrecht en het rechtspositivisme.

## Het natuurrecht
De natuurrechtelijke traditie gaat ervan uit dat niet alle regels door de mens worden gemaakt. Bepaalde regels transcenderen het menselijke recht en vormen een toetssteen voor dat recht. Verschillende vormen van natuurrecht worden onderscheiden:
- Natuurrecht met vaste inhoud
  - kosmos (het antieke Griekse kosmologische denken)
  - openbaring (het joodse, christelijke of islamitische openbaringsdenken)
  - rede
- Natuurrecht met wisselende inhoud (procedures om wetten te maken)

### Natuurrecht met vaste inhoud

#### De kosmos
Plato stelt het natuurrecht tegenover het conventiedenken (recht is wat men met elkaar overeenkomt). Recht is niet hetzelfde als het recht van de sterkste en rechtvaardigheid is niet gelijk aan de wens van een toevallige meerderheid. Het recht is volgens Plato gebaseerd op objectief geldende normen.
Plato karakteriseert het conventiedenken als ondoelmatig en chaotisch. Waar het volgens Plato om gaat is dat normen die gemaakt zijn door mensen en door hun verlangens worden bepaald elke vorm kunnen aannemen. Die normen voegen zich niet naar de natuurlijke orde, dat wil zeggen de natuurrechtelijke normen, en zijn daarom per definitie een bron van chaos.
Het is niet zo dat Plato de noodzaak van menselijke wetten loochent, ze hebben echter hun beperkingen. Plato schrijft in de Politeia: "Een wet zal nooit bij machte zijn nauwkeurig te omvatten wat voor allen samen het beste en het rechtvaardigste is. Dat zal verschillen van mens tot mens en van handeling tot handeling!" Dit wil dus zeggen: misschien zijn we niet allemaal bij dezelfde rechten gebaat.
Plato situeert absolute normen in de wereld van de ideeën en niet in de wereld van de verschijnselen. De menselijke wet behoort tot het veranderlijke, het natuurrecht tot het blijvende, alhoewel beide niet onafhankelijk zijn van elkaar. Het eeuwige is hetgeen het tijdelijke ordent. Het is volgens Plato de orde die de chaos bedwingt.

#### Christelijke openbaring
Volgens Thomas van Aquino (1225-1274) staat boven het natuurrecht het goddelijke recht. De inhoud van dit recht is toegankelijk middels de directe openbaring, middels de Bijbel en de uitleg daarvan door de kerk (traditie). Openbaring kan ook worden opgevat als de letterlijke interpretatie van de Bijbel, zonder de traditie.
De natuurlijke ordening wordt in drie hiërarchische lagen van recht verdeeld:
- Lex aeterna (eeuwige wet) vormt de wereldordening, de objectivering van de goddelijke wil. Het is onveranderlijk, omdat God alwetend is.
- Lex naturalis (natuurlijke wet) is de wet die deel heeft aan de lex aeterna en zich in de mens bevindt. De mens draagt door het geweten, los van enige kennis van de Bijbel, een objectieve standaard voor goed en kwaad met zich mee.
- Lex humana (menselijke wet) vormt de concretisering van de lex naturalis, afhankelijk van de omstandigheden.

Ook Thomas van Aquino ontkent niet de eigen plaats en de flexibiliteit van de lex humana. In de belangrijkste natuurrechtelijke systemen is er een synthese tussen het natuurrecht en het menselijke recht zonder dat de ene opgaat in de andere. Het natuurrecht overstijgt echter het menselijke recht.

#### De rede
Om de kans op lijden zo veel mogelijk te verkleinen maken mensen afspraken, een sociaal contract. Op die afspraken wordt de staat en het recht gebaseerd; dit is het contractsdenken. In het natuurrechtsdenken is de staat niet een noodzakelijk kwaad, maar vormt het een voorwaarde voor de mens om zich als sociaal wezen te ontplooien.
Het contractsdenken valt in een aantal vormen uiteen. Zo geeft Thomas Hobbes aan dat iedereen in de natuurtoestand, voordat het sociaal contract tot stand komt, een eigen maatstaf van 'goed' en 'kwaad' kent. Pas wanneer men een soeverein aanstelt die algemene normen oplegt ontstaat een overkoepelende maatstaf. Tot die tijd bestaat steeds het gevaar dat er strijd ontbrandt, juist omdat er dan nog geen sancties door of namens een soeverein kunnen worden opgelegd. Volgens Hobbes stemt men op grond van eigenbelang in met het aanstellen van een soeverein en het op die manier beperken van de eigen macht.
Volgens John Locke daarentegen is de natuurtoestand geen negatieve situatie. Wel moet men deze verlaten en zich aan een centrale macht onderwerpen, maar dat heeft in zijn benadering te maken met het feit dat er bij een conflict geen instantie is om dit van hogerhand te beslechten. Locke kent een minder sterke rol toe aan de soeverein dan Hobbes; zo pleit hij voor machtenscheiding (nader uitgewerkt door Montesquieu), is het onder bepaalde omstandigheden toegestaan om in opstand te komen tegen het gezag en – wat hiermee samenhangt – staat de soeverein volgens Locke niet boven de wet, wat Hobbes wél stelt.
Jean-Jacques Rousseau kwalificeert de natuurtoestand als een positieve situatie. Er is sprake van de mens als een 'bon sauvage', een edele wilde. Als mensen, omdat ze – te midden van allerlei natuurlijke problemen – moeten samenwerken om te overleven, afspreken om een staat te vestigen ontstaat het probleem dat de machtige mensen van de onmachtigen misbruik maken. Een oplossing hiervoor ziet Rousseau in een sociaal contract dat ertoe leidt dat er een algemene wil gevormd wordt, die boven de individuele belangen staat en het algemeen belang centraal stelt.

### Natuurrecht met wisselende inhoud
Het natuurrecht wordt aldus niet afgeleid uit een abstracte ideeënwereld zoals bij Plato, of uit openbaring, zoals bij de christelijke filosofen. In het natuurrecht met wisselende inhoud gaat men uit van de natuur zoals die is.
Er wordt soms onderscheid gemaakt tussen een ontologisch en een deontologisch natuurrecht:
- Ontologisch natuurrecht behelst de gedachte dat normen herleid kunnen worden tot de waarneembare natuur of de metafysische natuur.
- In het deontologische natuurrecht wordt niet verondersteld dat normen gefundeerd kunnen worden op het zijnde doch aangenomen dat zij direct kenbaar en vanzelfsprekend zijn. Natuur in het woord natuurrecht duidt dan veeleer op de kritische dimensie ten opzichte van het positieve recht in de vorm van universeel geldende en vanzelfsprekende normen.

Deze vorm van natuurrecht is minder dogmatisch dan de overige vormen. Filosofisch gezien is het echter een probleemverschuiving, omdat het onmogelijk is gebleken vaststaande normen uit de natuur af te leiden.

## Het rechtspositivisme
Het rechtspositivisme ziet, in navolging van August Comte's Wet van de drie stadia, een driestapsontwikkeling in de rechtsgeleerdheid:
- het theonome, theocratische denken (de wil van God is recht)
- het natuurrechtelijke denken (pre-juridische normen van ethische aard)
- het positieve recht (de wil van de wetgever is recht)

Het wetenschappelijk positivisme verschijnt in de sfeer van het recht als het rechtspositivisme. De rechtswetenschapper heeft tot taak positief rechterlijk materiaal te analyseren en te beschrijven en tot rechtsnormen om te vormen om ze vervolgens te ordenen tot een hiërarchische structuur van rechtsnormen. De rechtswetenschapper richt zich primair op rechtsnormen of juridisch relevante menselijke gedragingen.
Hierbij wordt benadrukt dat recht een menselijk product is en daarmee dat recht veranderlijk is. Rechtswetenschappelijke uitspraken zijn toetsbaar. Ze zijn waar als ze in overeenstemming zijn met het positieve recht en onwaar als ze dat niet zijn. Het recht wordt gezien als een feitelijk gegeven. In het geldende positieve recht zijn alle rechtsregels die op formeel juiste wijze tot stand zijn gekomen.
Het ethische gezichtspunt heeft geen enkele consequentie voor de gelding van het recht. Tussen recht en moraal bestaat in het rechtspositivisme geen logisch noodzakelijk verband.
Het rechtspositivisme van John Austin (1790-1859) en Herbert Lionel Adolphus Hart (1907-1992) beschouwt het bestuderen van een rechtsstelsel als een waardevrije wetenschappelijke activiteit, vergelijkbaar met de werkzaamheid van een natuurwetenschapper. Het wil de studie van wat recht is onafhankelijk maken van de morele discussie over hoe het recht behoort te zijn en wanneer het gehoorzaamd dient te worden.
De theorie van Austin (recht en bevelen) geeft een eenvoudige, op het eerste gezicht plausibele, omschrijving van het begrip recht: het bestaat uit gedragsvoorschriften van de hoogste machthebber, de soevereine overheid, die deze zo nodig door sancties afdwingt.
Ten eerste bestaat recht volgens hem uit voorschriften om op een bepaalde manier te handelen. Dit geldt ook voor andere maatschappelijke verschijnselen zoals moraal en etiquette. Juridische voorschriften verschillen hiervan omdat ze afkomstig zijn van een centrale instantie, de soevereine overheid.
Bovendien heeft het recht, anders dan de moraal en etiquette, de functie het maatschappelijk verkeer ordelijk te laten verlopen. Effectiviteit staat in zijn visie voorop. De werkzaamheid wordt voor een deel gewaarborgd doordat rechtssubjecten vanzelfsprekend de voorschriften van de soevereine overheid dienen te gehoorzamen. Austin definieert het recht derhalve als: "de bevelen van de soeverein, gehandhaafd door sanctiedwang".
Hart (recht en regels) nuanceert dit omdat recht niet louter berust op macht, onder meer omdat de positie van de hoogste juridische gezagsdrager, zoals de wetgever zelf, ook weer berust op juridische bevoegdheid.
Hij betoogt in The Concept of Law (1961) dat recht meer is dan louter gehoorzaamheid aan de soevereine overheid, veroorzaakt door sanctiedreiging en gewoontevorming. Hart heeft een aantal bezwaren tegen Austins rechtstheorie.
Een eerste bezwaar is dat louter gewoontevorming en externe dwang in het algemeen onvoldoende zijn om de gehoorzaamheid aan het recht te verklaren. In zijn visie voor een stabiele rechtsorde is het tevens vereist dat ten minste een aantal rechtssubjecten, in het bijzonder de gezagsdragers zelf, die orde innerlijk aanvaardt als richtlijn. Op grond van deze bezwaren vervangt Hart Austins 'bevelen' door het begrip 'regel'. Gewoonte duidt slechts een uitwendig waarneembare regelmaat in het gedrag aan. Het begrip 'regel' houdt in dat er tevens bewustzijn is dat het gedrag zo behoort te geschieden. Er is dus aandacht voor het normatieve, interne aspect van het recht.
Een tweede bezwaar is dat de overheid haar (sanctie)macht op haar beurt weer ontleent aan rechtsnormen die haar juridische bevoegdheden regelen. Rechtsnormen ontlenen hun juridische geldigheid dus niet aan louter macht en gewoonte. Het recht vertoont derhalve een hiërarchische structuur. Hart omschrijft het recht derhalve ook als een samenstel van twee soorten regels, namelijk primaire en secundaire regels.
Het gaat Hart er dus met name om dat er sprake is van een intern aspect van het recht. Recht is meer dan louter dwang, omdat rechtssubjecten het bewustzijn hebben dat hun recht gehoorzaamd moet worden. Hart betoogt dat er in alle positieve rechtsstelsels sprake is van een minimaal natuurrecht. Elk rechtsstelsel heeft ten minste een aantal fundamentele normen, zoals een geweldsverbod, omdat die noodzakelijk zijn voor elke menselijke samenleving. Dit schrijft Hart toe aan het feit dat de mens een drang heeft te overleven. Het minimale natuurrecht bestaat uit regels die samenleven mogelijk maken, eerbiediging voor lichamelijke integriteit en eigendom, regels tot het nakomen van overeenkomsten en regels tot het afdwingen van regelconform gedrag.
Om kort te gaan is er volgens Hart 'recht' als er binnen een bepaald gebied een geheel van primaire en secundaire regels ten minste worden aanvaard door de gezagsdragers welke effectief kunnen worden afgedwongen tegenover de bevolking. Inhoudelijk is er geen noodzakelijk verband tussen recht en moraal, behoudens het feit dat alle rechtsstelsels de regels van het minimale natuurrecht zullen inhouden omdat die feitelijk een noodzakelijke voorwaarde vormen voor samenlevings- en rechtsorde.

## Recht en moraliteit
Filosofische bezinning op het recht zal uiteraard, om filosofisch te zijn, de grenzen van het recht moeten overschrijden. Ze kan daarom niet blijven staan bij het onderzoek naar de logica van het recht, de methoden van de interpretatie van de wet en de rechtsvinding, omdat ze er op die manier niet toe komt het recht te plaatsen in heel het menselijk individueel en sociaal bestaan en vanuit zijn diepste wortels te bekijken.
Het recht bestaat in de optiek van de natuurrechtsdenkers niet louter uit het geheel van identificeerbare regels, maar heeft bovendien een impliciete dimensie van waarden en beginselen. Het gevolg is dat wanneer de regels geen antwoord bieden op een rechtsvraag, het recht voor de natuurrechtsdenker nog lang niet op is.
De rechtspositivisten zijn van mening dat, waar het normatieve kwesties in het recht betreft, uitspraken hieromtrent uiteindelijk niet zijn af te leiden uit een bepaalde vorm van kennen of weten. Volgens sommigen zijn normatieve uitspraken niet meer dan uitingen van emoties en is om die reden iedere rationele discussie over normatieve kwesties onmogelijk.
De kloof tussen rechtspositivisme en natuurrechtsleer is in de westerse cultuur verkleind doordat de huidige westerse rechtsstelsels de vorm hebben aangenomen van de democratische rechtsstaat en een aantal morele waarden hebben gepositiveerd die voordien door moraalfilosofen ontwikkeld waren.

## Hoogleraren in de rechtsfilosofie (Nederland)
Aan Nederlandse universiteiten – en hun eventuele hogeschool-voorgangers – hadden of hebben de volgende hoogleraren een leeropdracht in de rechtsfilosofie (ook wel rechtswijsbegeerte, filosofie van het recht of wijsbegeerte van het recht):
- Universiteit van Amsterdam: 
Gerard Anton van Hamel, Roelof Kranenburg, Izaak Kisch, Jan Glastra van Loon, Hans Ulrich Jessurun d'Oliveira, Cees Maris
- Vrije Universiteit: 
Paul Fabius, Herman Dooyeweerd, Hendrik van Eikema Hommes, Arend Soeteman, Wouter Veraart
- Rijksuniversiteit Groningen: 
Bernard Jan Gratama, Jacob Domela Nieuwenhuis, Jan Simon van der Aa, Isaac Bennie Cohen, Damiaan Meuwissen, Pauline Westerman, Jeroen ten Voorde[1]
- Universiteit Leiden: 
Willem van der Vlugt, Leo Polak, Gerard Langemeijer, Jan Glastra van Loon, Arent van Haersolte, Andreas Kinneging, Paul Cliteur, Afshin Ellian, Bastiaan Rijpkema
- Radboud Universiteit Nijmegen: 
Jan Hoogveld, Willem Duynstee, Dirk van Eck, Désiré Scheltens, Paul van Tongeren[2], Thomas Mertens
- Erasmus Universiteit Rotterdam: 
Arent van Haersolte, Koo van der Wal, René Foqué, Wibren van der Burg
- Tilburg University: 
Jan Jozef Loeff[3], J.H. Wieland, Bert van Roermund, Hans Lindahl
- Universiteit Utrecht: 
Jan de Louter[4], Willem Jan Arend Kernkamp, Joop van der Ven, Hendrik Philip Visser 't Hooft, Arie de Wild, Mark Bovens, Ton Hol, Elaine Mak